# Legio I Germanica
Legio I Germanica, voluit Legio Prima Germanica, was een Romeins legioen dat waarschijnlijk werd opgericht in 48 v.Chr. door Julius Caesar. Het symbool van het legioen was hoogstwaarschijnlijk de stier.

## Oprichting
Vroege informatie over het eerste legioen is moeilijk te vinden, omdat er meerdere eerste legioenen bestonden. De eerste schriftelijke vermelding die zeker over Legio I Germanica gaat stamt uit het jaar 14 en is te vinden in de Annales van Tacitus.
Er zijn verschillende theorieën over de oprichting van het eerste legioen: waarschijnlijk werd het legioen opgericht door Caesar voor de strijd tegen Pompeius in de Romeinse burgeroorlog tussen Pompeius en Caesar. In dit geval moet het eerste legioen hebben meegevochten in de Slag bij Pharsalus. Het zou ook kunnen dat het legioen door Pompeius in 55 v.Chr. werd opgericht in Gallia Cisalpina, van waaruit het in 53 v.Chr. naar Gallië werd gestuurd, waar het dan in de Gallische Oorlog met Caesar tegen de Eburonen van Ambiorix en de Galliërs van Vercingetorix zou hebben gevochten. Een veel minder waarschijnlijke mogelijkheid is dat het legioen door Gaius Vibius Pansa Caetronianus, een generaal van Caesar, werd opgericht.

## Geschiedenis

### Augustus en Agrippa
Na dienst te hebben gedaan onder Caesar werd kwam het legioen onder commando van Caesars geadopteerde zoon Augustus. Tussen 38 en 36 v.Chr. zou het eerste hebben meegevochten onder Marcus Agrippa tegen Sextus Pompeius in Sicilië. Onder Agrippa heeft het eerste legioen waarschijnlijk ook meegevochten in de Cantabrische Oorlogen in Hispania Tarraconensis. Er zijn geen rechtstreekse bronnen die dit bevestigen, maar in Spanje zijn vele munten uit de periode van 30 v.Chr. tot 16 v.Chr. gevonden waarop de naam van het eerste legioen staat, waardoor het waarschijnlijk is dat een eerste legioen destijds in Spanje gestationeerd was, hoewel het niet zeker is welk eerste legioen dat was: informatie over de legioenen van de Romeinse Republiek zijn schaars. Verschillende legioenen onder het commando kregen de erenaam Augusta wegens moedig gedrag, maar het eerste legioen lijkt tot het jaar 9, toen het de toevoeging Germanica kreeg, geen erenaam te hebben gehad. Dit zou kunnen wijzen op oneervol gedrag tijdens de Spaanse oorlogen, maar hier zijn geen bewijzen voor. Cassius Dio schrijft in zijn Romeinse geschiedenis dat Agrippa een (niet bij name genoemd) legioen de erenaam Augusta ontnam wegens laf gedrag.

### Germanië
Van 16 v.Chr. tot het jaar 14 werd het eerste legioen in Oppidum Ubiorum, het latere Colonia Claudia Ara Agrippinensium (Keulen) bij de Rijn gestationeerd. Het eerste legioen ontving de veldtekens uit handen van keizer Tiberius. Dit is vreemd, omdat normaal gesproken alleen nieuw gevormde legioenen veldtekens ontvangen. Hoewel niet onmogelijk is het onwaarschijnlijk dat het eerste legioen na de Spaanse oorlogen werd ontbonden, daarom wordt aangenomen dat het legioen alleen nieuwe manipel-standaards kreeg uitgereikt, misschien vanwege een legioensreorganisatie na het oneervolle gedrag in Spanje.
Mogelijk vocht het eerste met Tiberius in zijn campagne van 15–13 v.Chr. in Vindelicia. In het jaar 6 besloot Rome met twaalf legioenen, waaronder het eerste, het Marcomannen-rijk aan te vallen. Juist op dat moment brak er echter in Pannonië een opstand uit, waardoor de hele actie afgeblazen moest worden. Koning Maroboduus buitte deze situatie niet uit, maar sloot een vredesverdrag met de Romeinen. Rond deze tijd waren er ook soldaten van het eerste legioen gestationeerd in Oppidum Batavorum, het later Ulpia Noviomagus Batavorum (Nijmegen).
In het jaar 9 werden drie legioenen onder generaal Varus vernietigd door de Germanen in de Slag bij het Teutoburgerwoud. Het eerste legioen werd door Varus onder leiding van zijn neef Lucius Nonius Asprena in Keulen achtergelaten. Na de catastrofale nederlaag van Varus tegen de Germanen nam Tiberius het commando over het Rijnleger, dat werd uitgebreid tot acht legioenen. In 13 keerde Tiberius naar Rome terug en stelde hij Germanicus aan als nieuwe bevelhebber van de Rijnlegioenen.

### Muiterij

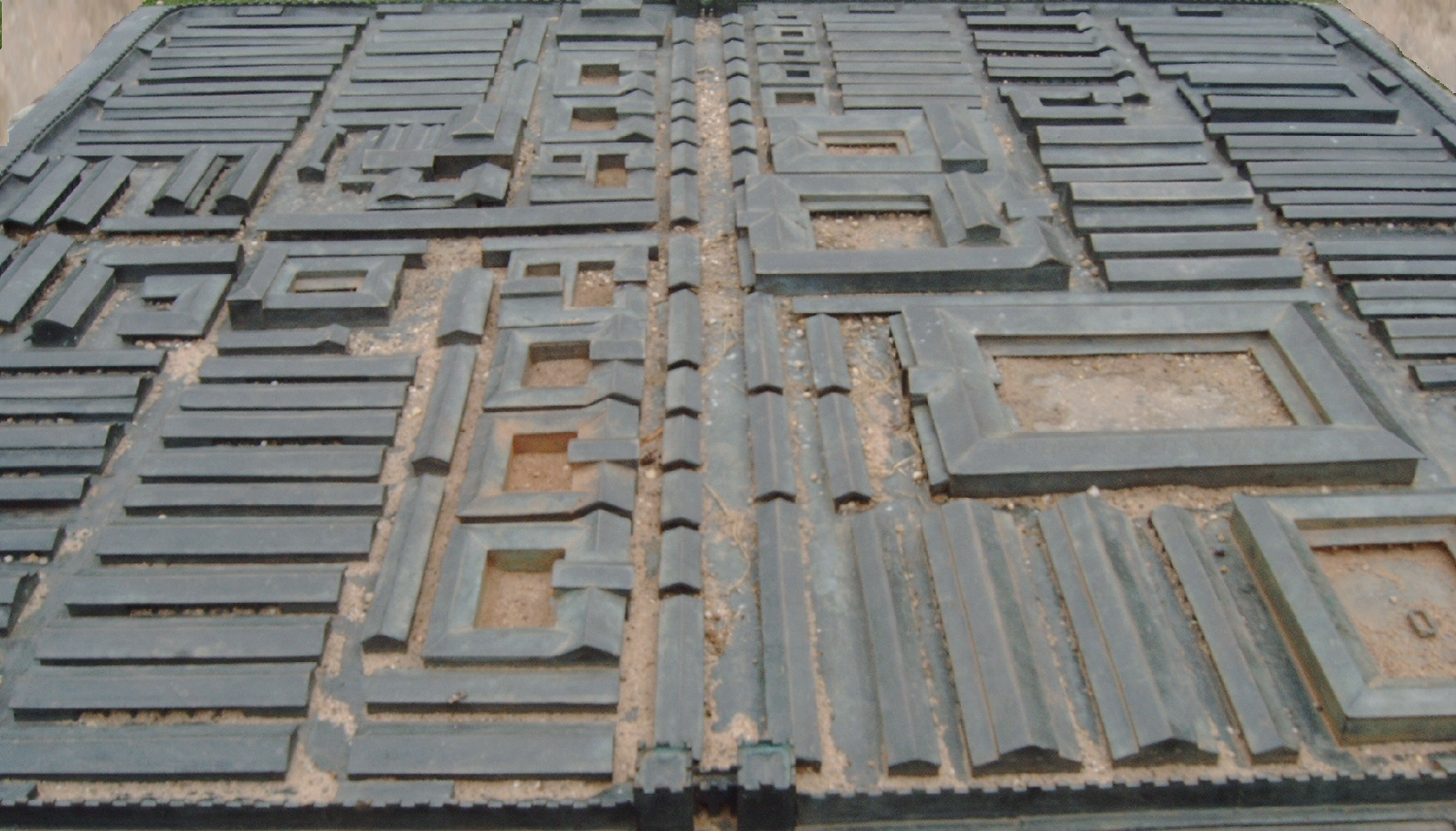
Het door het 1e legioen versterkte legerkamp Bonna.

Augustus overleed in augustus van het jaar 14 en werd opgevolgd door Tiberius. Enkele dagen later kwamen de legioenen van Quintus Iunius Blaesus, gouverneur van de provincie Pannonia in opstand, opgeruid door een zekere Percennius. Drusus Claudius Nero, de zoon van de nieuwe keizer, wist de legionairs tot orde te roepen. In Germania Inferior hoorden soldaten van Legio I Germanica, Legio V Alaudae, Legio XX Valeria Victrix en Legio XXI Rapax van de muiterij tijdens hun zomerkamp in het gebied van de Ubiërs. Ze kwamen in opstand, in de hoop de onder de soldaten zeer populaire Germanicus te overreden om Tiberius van de troon te stoten. Bevelhebber Aulus Caecina Severus kon niet voorkomen dat de muiters het kamp in handen kregen en een aantal centurios vermoordden, waaronder de impopulaire Septimius. Germanicus, die zich op dat tijdstip in Gallië bevond, ging meteen op weg naar de muitende legioenen.
Hij "trof ze buiten het legerkamp aan met hun ogen naar de grond gericht als uit berouw" Maar eenmaal in het kamp werd hij overstelpt door klachten van de soldaten over het zware werk, de slechte betaling, de mishandelingen en nog meer. Toen de soldaten begonnen te zinspelen dat ze met hem het keizerschap wilde veroveren, wendde de rechtschapen Germanicus zich in walging af en wilde hij het kamp verlaten. De soldaten versperden hem de weg, waarop Germanicus zijn zwaard trok. Hij "riep uit dat hij liever zou willen sterven dan zijn eed van trouw breken" en zou zijn zwaard in zijn borst hebben gestoten als de soldaten hem niet tegengehouden hadden. Een zekere Calusidius reikte hem een zwaard aan en zei dat dit scherper was, maar deze opmerking was zelfs de muiters te gortig: deze korte onderbreking was genoeg voor Germanicus' vrienden om hem een tent binnen te sleuren waar beraad werd gehouden. Er werd besloten aan de eisen van de muiters toe te geven: het ontslag uit dienstverband voor veteranen werd meteen uitgevoerd en de manschappen werden in het kamp uitbetaald. Het 1e en 20e legioen vertrokken met onderbevelhebber Caecina naar Oppidum Ubiorum.
Rond 43 werd het eerste legioen naar het legerkamp Bonna (castra Bonnensia) verplaatst, waar ze nieuwe versterkingen aanlegden.

### De Bataafse Opstand
Na de dood van keizer Galba trok gouverneur Vitellius van Germania Inferior met een groot deel van zijn troepen naar Rome. Hieronder was ook een detachement (vexillatio) van het eerste legioen, onder bevel van Fabius Valens. Het leger van keizer Otho werd verslagen in de Eerste Slag bij Bedriacum, waarna Otho zelfmoord pleegde en Vitellius de nieuwe keizer werd van het Romeinse Rijk. Nadat deze de weerbare jonge mannen van de Bataven liet oproepen voor militaire dienst brak de Bataafse Opstand uit.
Het eerste legioen werd door de Bataven bij Bonna (Bonn) verslagen. Marcus Hordeonius Flaccus wist de opstandelingen bij Gelduba (Krefeld) te verslaan, maar werd kort daarop om onduidelijke redenen door zijn eigen mannen vermoord, waarna Legio I Germanica onder bevel van Herennius Gallus en Legio XVI Gallica overliepen naar de Gallische opstandeling Julius Sabinus.
De troepen van Vitellius werden bij Cremona verslagen door Vespasianus, waarna de resten van het verslagen leger naar de provincie Illyria werden gezonden, waar ze bij andere legioenen werden ingedeeld. Vespasianus stuurde Quintus Petillius Cerialis met vier legioenen naar de opstandige gebieden. Het 1e en 7e legioen werden door Sabinus naar Augusta Treverorum (Trier) verplaatst, waar ze bij de aankomst van Legio XXI Rapax opnieuw van loyaliteit wisselden en trouw aan Vespasianus zwoeren. Ondanks de weinig standvastige houding nam Cerialis de legioenen toch weer op in zijn strijdmacht, maar reeds bij de volgende slag met de opstandelingen in de buurt van Treverorum lieten de legioenen het afweten; slechts de standvastigheid van het 21e legioen Rapax voorkwam dat de Romeinen een nederlaag leden. Het is niet zeker of het eerste legioen nog meevocht in de slag om Castra Vetera (Xanten), maar dat lijkt in het zicht van de voorgaande gebeurtenissen niet waarschijnlijk.

## Het einde van Legio I Germanica
Nadat de Bataafse Opstand door hem was neergeslagen vergaf Cerialis het eerste en de andere overgelopen legioenen hun verraad. Het eerste legioen Germanica werd ontbonden: waarschijnlijk werd het 1e legioen aan het 7e legioen Galba toegevoegd. Het nieuwe legioen ging Legio VII Gemina heten: Gemina betekent tweeling.